# Connor Wickham
Connor Wickham, né le 31 mars 1993 à Hereford, est un footballeur anglais qui évolue au poste d'attaquant.

## Biographie
Né à Hereford, Connor Wickham est fils de marin et grandit à Liverpool. Il débute dans le football avec le club de Reading FC dans lequel il évoluera quatre ans.

### En club
En 2006, il rejoint le club d'Ipswich Town FC. Après avoir joué 3 saisons en équipes jeunes du club, il débute en équipe première le 11 avril 2009 pour le compte de la 42e journée de Championship en rentrant à la 66e minute contre Doncaster Rovers FC à la place de son partenaire macédonien Veliče Šumulikoski. Il est le joueur le plus jeune à participer à un match avec Ipswich en battant ainsi de 46 jours le record de Jason Dozzell.
Dès son quatrième match en professionnel, il marque un doublé en Coupe de la Ligue anglaise contre le petit club de Shrewsbury Town FC.
En avril 2010, il remporte le prix de joueur du mois de deuxième division anglaise.
À la fin de la saison 2009-2010, après 6 buts en 29 match toutes compétitions confondues Connor Wickham est contacté par le club anglais de Tottenham Hotspur FC pour un montant de 5 million de livres d'indemnités de transfert. Pourtant, il reste à Ipswich et, le 21 janvier 2011 signe même une prolongation de contrat le liant à son club jusqu'en 2013. Pourtant, quelques mois plus tard, le 28 juin 2011, il est transféré à Sunderland, club de Premier League pour la somme de 8,9 M€.
Le 8 février 2013 il est prêté au Sheffield Wednesday pour un mois.
Le 1 novembre 2013 il est prêté une autre fois au Sheffield Wednesday.
Fin février 2014, il est prêté à Leeds United.
Le 3 août 2015, il s'engage pour cinq ans avec Crystal Palace.
Le 13 septembre 2021, il rejoint Preston North End.
Le 21 janvier 2022, il rejoint Milton Keynes Dons.
Le 3 août 2022, il rejoint Forest Green Rovers.
Le 8 mars 2024, il rejoint Charlton Athletic.

### En équipe nationale
Il débute avec l'équipe anglaise le 26 octobre 2009 pour les qualifications de l'Euro des moins de 17 ans contre le Kazakhstan en étant titulaire.
En mai 2010, Connor participe à l'Euro des moins de 17 ans au Liechtenstein, il y dispute 4 matchs pour inscrire trois buts. L'Angleterre fait un excellent parcours et remporte l'Euro contre l'équipe d'Espagne (2-1) grâce à un but de Connor Wickham.
Il est incorporé à l'équipe d'Angleterre espoirs pour une rencontre contre l'Allemagne le 16 novembre 2010. Il est remplaçant lors du match et rentre à la 66e minute ; l'Allemagne s'impose 2-0.

## Statistiques
| Saison                | Club                       | Championnat           | Championnat | Championnat | Coupe nationale | Coupe nationale | Coupe de la Ligue | Coupe de la Ligue | Compétition(s) continentale(s) | Compétition(s) continentale(s) | Compétition(s) continentale(s) | Total | Total |
| Saison                | Club                       | Division              | M.          | B.          | M.              | B.              | M.                | B.                | Comp.                          | M.                             | B.                             | M.    | B.    |
| 2008-2009             | Ipswich Town FC            | Championship          | 2           | 0           | -               | -               | -                 | -                 | -                              | -                              | -                              | 2     | 0     |
| 2009-2010             | Ipswich Town FC            | Championship          | 26          | 4           | 1               | 0               | 2                 | 2                 | -                              | -                              | -                              | 29    | 6     |
| 2010-2011             | Ipswich Town FC            | Championship          | 37          | 9           | 1               | 0               | 3                 | 0                 | -                              | -                              | -                              | 41    | 9     |
| Sous-total            | Sous-total                 | Sous-total            | 65          | 13          | 2               | 0               | 4                 | 2                 | -                              | -                              | -                              | 71    | 15    |
| 2011-2012             | Sunderland                 | PL                    | 16          | 1           | 2               | 0               | 1                 | 0                 | -                              | -                              | -                              | 19    | 1     |
| 2012-2013             | Sunderland                 | PL                    | 12          | 0           | 2               | 1               | -                 | -                 | -                              | -                              | -                              | 14    | 1     |
| 2012-2013             | Sheffield Wednesday (prêt) | Championship          | 6           | 1           | -               | -               | -                 | -                 | -                              | -                              | -                              | 6     | 1     |
| 2013-2014             | Sheffield Wednesday (prêt) | Championship          | 11          | 8           | -               | -               | -                 | -                 | -                              | -                              | -                              | 11    | 8     |
| Sous-total            | Sous-total                 | Sous-total            | 17          | 9           | -               | -               | -                 | -                 | -                              | -                              | -                              | 17    | 9     |
| 2013-2014             | Leeds United (prêt)        | Championship          | 5           | 0           | -               | -               | -                 | -                 | -                              | -                              | -                              | 5     | 0     |
| Sous-total            | Sous-total                 | Sous-total            | 5           | 0           | -               | -               | -                 | -                 | -                              | -                              | -                              | 5     | 0     |
| 2013-2014             | Sunderland                 | PL                    | 15          | 5           | 1               | 0               | 2                 | 2                 | -                              | -                              | -                              | 18    | 7     |
| 2014-2015             | Sunderland                 | PL                    | 26          | 3           | 3               | 0               | 1                 | 1                 | -                              | -                              | -                              | 30    | 4     |
| Sous-total            | Sous-total                 | Sous-total            | 69          | 9           | 8               | 1               | 4                 | 3                 | -                              | -                              | -                              | 81    | 13    |
| Total sur la carrière | Total sur la carrière      | Total sur la carrière | 156         | 31          | 10              | 1               | 9                 | 5                 | -                              | -                              | -                              | 175   | 37    |

## Palmarès

### En club
- Crystal Palace
  - Finaliste de la Coupe d'Angleterre en 2016.

### En sélection
- Angleterre -17 ans
  - Vainqueur du Championnat d'Europe en 2010.

### Distinctions personnelles
- Joueur du mois de D2 anglaise en février 2011[6]
- Joueur du mois de Premier League en avril 2014.